# Binární dělení

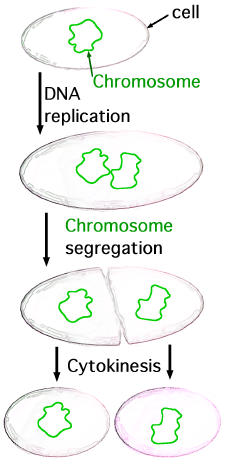
Binární dělení prokaryot

Binární dělení je nepohlavní rozmnožování typické pro mnohé jednobuněčné organismy, při němž se jedna mateřská buňka rozdělí na dvě dceřiné, navzájem stejných rozměrů. Binárně se dělí většina prokaryot (bakterie, archea) a rovněž někteří protisté či dokonce některé kvasinky či řasy (Chlamydomonas). Mitóza je obdoba binárního dělení, ale má některé rozdíly a vztahuje se spíše k eukaryotickým organismům.

## Binární dělení u prvoků
Při binárním dělení prvoků jsou nejprve replikované chromozomy a jádro se rozdělí. Následně dojde metodou binárního dělení k rozdělení buňky. Rozlišujeme především tři hlavní typy podle osy probíhajícího dělení:
- nepravidelné binární dělení — u améb, osa dělení není vždy stejná, je však vždy kolmá na dělící se jádro,
- podélné dělení — u bičíkovců (Euglena), cytoplazma se dělí podélně, odpředu dozadu,
- příčné dělení — u nálevníků (Paramecium), cytoplazma se dělí příčně mezi dvěma jádry

## Průběh binárního dělení u bakterií
V případě bakterií probíhá binární dělení následujícím způsobem:
- dochází k prodloužení a zvětšení buňky
- spolu s růstem se semikonzervativním způsobem replikuje genetická informace buňky (DNA)
- poté se každá kopie za pomocí zatím ne zcela známých mechanismů (nejspíše díky DNA vazných proteinům) zorientuje k opačnému pólu nukleoidu
- za pomoci proteinu FtsZ dochází k formování prstence v místě vzniku budoucí buněčné přepážky (septa), které rozdělí buňku
- buněčná stěna bakterie invaduje vně a buňka se rozdělí na dvě zhruba stejné dceřiné buňky v procesu cytokineze (rozdělení cytoplazmy mateřské buňky)

Na rozdíl od mitotického dělení eukaryotických buněk nejsou fáze binárního dělení u bakterií (prokaryot) odděleny, ale přechází plynule jedna v druhou. Nejde tak používat klasické dělení fází buněčného cyklu, jaké známe u eukaryot.